# Dandy Diary
Dandy Diary war ein deutscher Blog, der sich mit den Themen Männer, Mode und Trends auseinandersetzte. 2009 wurde der Blog von dem Modejournalisten David Kurt Karl Roth gegründet. 2010 kam der Politikwissenschaftler Carl Jakob Haupt, ein Schulfreund Roths, als Autor und zweiter Betreiber hinzu. Haupt starb 2019. Im Februar 2021 verkündete Roth das Ende des Blogs.

## Gründungsmotive
David Roth gründete Dandy Diary, da kaum deutschsprachige Modeblogs für Männer vorhanden waren. Er studierte Modejournalismus und gab in einem Interview mit der Welt an, dass er „deutlich formulieren will, was geht und was nicht geht“.

## Veranstaltungen und Aktionen
Dandy Diary zeichnete sich vor allem durch künstlerisch-kritische Aktionen und Projekte aus, die sich auf die Modewelt beziehen.
Der Blog erlangte in den deutschsprachigen Medien erstmals breite Aufmerksamkeit, als Haupt und Roth im Januar 2012 den Film Será el comienzo veröffentlichten. Der Film gilt als „Fashion-Porno“, seine Uraufführung fand in einem Neuköllner Sexkino statt und wurde von der Presse gelobt.
Seit Januar 2012 veranstalten Haupt und Roth regelmäßig einen Tag vor der zweimal jährlich stattfindenden Mercedes-Benz Fashion Week Berlin eine inoffizielle Opening Party, die von der Frankfurter Allgemeinen Sonntagszeitung als „spektakulärstes Event der Modewoche“ bezeichnet wurde.
Die erste Dandy Diary Berlin Fashion Week Opening Party fand in Kooperation mit dem Mode Blog LesMads im Szeneclub „Flamingo“ statt. Diese Party zeichnete sich durch einen massiven Besucherandrang aus, dem sie letztlich nicht standhielt. Der für etwa 400 Personen zugelassene Club musste um 23 Uhr gesperrt werden. 800 Personen kamen nicht mehr hinein und warteten teilweise stundenlang auf Einlass.
Im Juli 2012 fand die Opening-Party mit 1400 Gästen in zwei Zirkuszelten am Berliner Postbahnhof statt. Neben italienischen Harlekins, Zwergen, Feuerspuckern und Gauklern sorgte vor allem ein lebender Elefant für Aufmerksamkeit. Tierschützer versuchten die Party zu beenden, scheiterten jedoch.
Im November 2012 fand in Hamburg das Dandy Diary Designer Quartett Turnier statt. In dem von Dandy Diary entwickelten Quartett werden auf 32 Karten prominente Mode-Designer wie Karl Lagerfeld, Miuccia Prada, Marc Jacobs, Henrik Vibskov und weitere als Karikatur gezeigt. Die einzelnen Designer treten in den Kategorien Alter, Sexiness, Anzahl unbezahlter Praktikanten und Penis- bzw. Klitorisgröße gegeneinander an. Die NZZ schrieb dazu: „Das Designer-Quartett ist ein Spiel mit hohem Spaßfaktor und bitterbösem Humor, das, wenn es im Handel erhältlich wäre, vielleicht schon längst verboten wäre.“
Gemeinsam mit dem italienischen Jeanshersteller Diesel veranstaltete Dandy Diary im Dezember 2012 eine Party in Hamburg. In einem schwulen Sexclub wurde inmitten von Fetischgegenständen und Sauna gefeiert. Die amerikanische Rapperin Brooke Candy trat dort zum ersten Mal in Europa auf. Mittlerweile ist sie die Muse des neuen Diesel-Creative Directors Nicola Formichetti.
Am 23. Dezember 2012 veröffentlichten Haupt und Roth ihr erstes Musikvideo. Das Lied Christmas Time wurde von Haupt und dem Musiker Lee Sebastian eigens zu diesem Zweck geschrieben, das dazugehörige Video in Tschechien produziert. Visuell ist das Musikvideo an die Mode von Boygroups aus den 1990er Jahren angelehnt, sämtliche Kleidungsstücke entstammen jedoch tatsächlich 2012er-Kollektionen bekannter Marken. Dandy Diary wollte so den Rückgriff auf Moden der 90er Jahre in der aktuellen Modewelt thematisieren.
Zum Auftakt der Berliner Fashion Week im Januar 2013 besetzten Dandy Diary ein Haus in der Berliner Friedrichstraße 112 und veranstalteten eine Party unter dem Motto „Squat House“. Dieses Event sollte als Kommentar zum Modethema „Punk“ begriffen werden, das Ästhetik vor Inhalt stellt – und somit den Begriff des „Punk“ untergräbt.
Die aufsehenerregendste Aktion der beiden Blogger war das Projekt „#fashionooball“, bei dem Dandy Diary im Mai 2013 einen Mitarbeiter als Nacktflitzer auf die Modenschau des italienischen Labels Dolce & Gabbana schleusten. Später erklärten die Blogger, die Aktion solle aufzeigen, wie Modeblogger heutzutage von Modehäusern benutzt werden, und dass sie dies umkehren wollten, indem sie die Fläche der Präsentation, den Laufsteg, für eigene Zwecke nutzten. Die Aktion war Thema in nahezu allen internationalen Modemedien und fand in vielen italienischen Nachrichtensendungen und Tageszeitungen Platz.
Ebenfalls im Mai 2013 veröffentlichten Dandy Diary ihr zweites Musikvideo zu dem Lied My Girl. Ein Teil des Lieds wurde von LayZee, ehemaliges Mitglied der Popgruppe Mr. President, gesungen, das Video dazu auf Mallorca produziert. Ästhetisch spielt das Musikvideo mit der Nähe von Avantgarde-Mode und Prolligkeit. Sämtliche gezeigte Kleidung entstammt sogenannten High-Fashion-Labels, kann von Laien allerdings auch als billige Strandmode interpretiert werden. Das Video stieß aufgrund sexistischer Szenen mit lokalen Stripperinnen auf Kritik. Zeitgleich mit Veröffentlichung dieses Musikvideos kündigten Haupt und Roth an, dass Christmas Time und My Girl Teil eines „Popmusik-Triptychons“ seien, also eines größeren Werks, das aus drei Teilen besteht. Wie der dritte Teil der Reihe aussehen wird, ließen sie jedoch offen.
Als Auftakt der Fashion Week im Juli 2013 fand die Dandy Diary Pool Party im Berliner KitKatClub statt. Vor Ort fand die erste Live-Aufführung ihres kurz vorher veröffentlichten Sommerhits My Girl statt.